# Lycosa labialisoides
Lycosa labialisoides là một loài nhện trong họ Lycosidae.
Loài này thuộc chi Lycosa. Lycosa labialisoides được Peng et al miêu tả năm 1997..